# Rhinoncus castor
Rhinoncus castor är en skalbaggsart som först beskrevs av Fabricius 1792.  Rhinoncus castor ingår i släktet Rhinoncus, och familjen vivlar. Arten är reproducerande i Sverige.